# Universidad de Málaga Antequera
El Málaga FS fue un equipo español de fútbol sala de Antequera, Málaga. Fue fundado en 1987. Actualmente participa en la 2ª División de la LNFS.
Era una de las secciones deportivas de la Universidad de Málaga, por razones de patrocinio luego del ascenso a 2ª División, el club mudó su localía de la ciudad de Málaga, al Pabellón Polideportivo Municipal Fernando Argüelles de Antequera. Tras el cierre del equipo por parte de la Universidad, estos se desvincularon pasando a llamarse el equipo Málaga Ciudad Redonda F.S. Juega en el pabellón José Luis Pérez Canca, en Málaga 

## Plantilla 2021/2022
| 27 | España | Juan Carlos Torres Fernández      | JUANQUI  | Portero- | 12 | España | Fernando Cobarro |  | Ala |
| 23 | España | Jesús Sepúlveda Reina             | FALI     | Ala      |    |        |                  |  |     |
| 5  | España | Miguel Conde Toscano              | MIGUEL   | Cierre   |    |        |                  |  |     |
| 18 | España | PabloRamirez                      |          | Cierre   |    |        |                  |  |     |
| 9  | España | Daniel Ramos Pérez                |          | Ala      |    |        |                  |  |     |
| 22 | España | Raúl Vidal Canto                  |          | Cierre   |    |        |                  |  |     |
| 13 | España | Alberto Eugenio Morillo Contreras | YIYO     | Portero  |    |        |                  |  |     |
| 4  | España | Angel Ramírez                     | NANDO    | Pívot    |    |        |                  |  |     |
| 7  | España | Álvaro Quevedo Cuello de Oro      | ALVARITO | Cierre   |    |        |                  |  |     |
| 11 | Brasil | Quique Hernando                   |          | Ala      |    |        |                  |  |     |
| 16 | Brasil | Juan Antonio Conejo Bernal        | CONEJO   | Portero  |    |        |                  |  |     |
| 21 | España | Óscar Muñoz Becerra               | OSCAR    | Ala      |    |        |                  |  |     |

EQUIPO DIRECTIVO

Entrenador:  José Antonio Borrego Gutiérrez - Tete
Segundo Entrenador: José Leiva Arriaza Crispi 'Crispi
Director Técnico: Victor Plaza , Directiva: José Luis  
Delegado: Claudio Gonzalez
Entrenador de porteros: Pipo
Preparador físico:  Erinque Melero
Encargado de material: Francisco Ignacio Escobar
Jefe de Prensa:  Eduardo Villalón
Fisioterapeuta: Juan Carlos Rodríguez Navarrete

## Palmarés

### Torneos nacionales
- Copa del Rey (1): 2021/22
- Segunda División de España (1): 2014/15.
- Subcampeón de Segunda División de España (1): 2008/09.

### Torneos regionales
- Copa de Andalucía (2): 2009 y 2019
- Subcampeón de Copa de Andalucía (2): 2008 y 2010.

### Logros
- Ascenso a Segunda División B (1): 1990/1991.
- Ascenso a Segunda División (2): 1992/1993 y 2000/2001.
- Ascenso a Primera División (4): 2014/2015 , 2017/2018, 2019/2020 y 2021/2022.

### Otros premios y reconocimientos
- Trofeo Juego Limpio 2002, entregado por la Liga Nacional de Fútbol Sala.
- Trofeo Juego Limpio 2008, entregado por la Liga Nacional de Fútbol Sala.
- Trofeo Juego Limpio 2012, entregado por la Liga Nacional de Fútbol Sala.
- Trofeo Juego Limpio 2013, entregado por la Liga Nacional de Fútbol Sala.
- Trofeo Juego Limpio 2014, entregado por la Liga Nacional de Fútbol Sala.

### Trofeos individuales
- Mejor entrenador de Segunda División 2015, 2018 y 2020, entregado a Manuel Luiggi Carrasco por la Liga Nacional de Fútbol Sala.

## Cantera
Actualmente se encuentra afiliado con el Colegio Los Olivos. El contrato fue firmado en 2018 y en ese mismo instante comenzó a ser el filial del CD UMA ANTEQUERA, llamándose así CD COLEGIO LOS OLIVOS-UMA ANTEQUERA, compitiendo en la 3ª división, grupo 18. También compite en División de Honor y en 2ª andaluza juvenil.
Por otro lado, también existe otra cantera llamada Red Blue. Dicho proyecto comenzó en la temporada 2013/14, cuyos equipos son entrenados por jugadores de la primera plantilla del club. Estos no juegan partidos oficiales, sino que solo disputan amistosos y torneos, en los que se invitan a equipos de toda Málaga.